# 鉚釘菇屬
鉚釘菇屬（學名：Gomphidius）是牛肝菌目铆钉菇科的一個屬，與色釘菇屬分別為該科的兩大類群，與該科其他類群一樣雖屬牛肝菌目，但具有傘菌的外形特徵。本屬物種廣泛分布於各大洲，約有十種物種，其中模式種為粘铆钉菇（G. glutinosus）。

## 外形
鉚釘菇屬物種的蕈傘為粉紅色、紫色、灰色或棕色，表面具黏液，蕈褶則多為白色。
與鉚釘菇科的其他類群相比，單型的囊鉚釘菇屬（Cystogomphus）菌幕中有球狀細胞（sphaerocyst），本屬物種則闕如。色釘菇屬與本屬物種的外形亦十分相似，不過兩者蕈傘的菌髓經梅澤試劑染色的結果不同，前者的檢驗結果多為陽性，意即具有澱粉樣蛋白，而本屬物種的檢驗結果則為透明、黃色或呈似糊精（dextrinoid）反應，另外該屬物種蕈傘的菌髓為橘黃色、初生的蕈褶為淡橘色至赭黃色；本屬物種蕈傘的菌髓則呈白色、初生蕈褶亦多為白色。兩屬物種的蕈褶皆會沿蕈柄向下生長（decurrent）。

## 分類
1821年，埃利亚斯·芒努斯·弗里斯在其著作《Systema Mycologicum》中描述發表了傘菌屬之下的亞屬Gomphus與其下物種粘铆钉菇，並於1835年在《Corpus Florarum provincialium suecicae I》將該亞屬提升為一獨立的屬，改名為Gomphidius，其名稱來自希臘文的（gomphos），意為塞子或大型的楔形鉚釘。弗里斯並未指定模式種，不過粘铆钉菇作為本屬第一個被發表的物種，於1946年被指定為本屬的選模標本（lectotype）。1948年，洛夫·辛格描述發表了本屬下的一亞屬Chroogomphus，1964年，美國真菌學家小奧森·K·米勒將該亞屬獨立為新屬色釘菇屬。1971年，米勒又將本屬分為Microsporus、Roseogomphus與Gomphidius等三個節，其中前兩者的蕈傘多為紫色或粉紅色，蕈柄上端具有簇生的柄生囊狀體（caulocystidia）；後者的蕈傘則多為深紅色、紫灰色或棕色，柄生囊狀體散生或缺乏。
2003年，米勒發表了一篇分子種系發生學研究，以核糖體DNA轉錄間隔區（ITS）的序列分析鉚釘菇科類群的親緣關係，結果顯示該科可分為色釘菇屬與鉚釘菇屬兩大類群，不過分布於俄羅斯西伯利亞東部的G. borealis可能是本科最基部的類群，在演化樹上分支時間比色釘菇屬和鉚釘菇屬兩大類群分支的時間還早。另外米勒也認為鉚釘菇科中單型的腹菌鉚釘腹菌屬（Gomphogaster）可能是屬於鉚釘菇屬的類群。2009年，另一則以ITS序列分析鉚釘菇科類群親緣關係的研究則顯示鉚釘菇屬為一單系群，為色釘菇屬的姊妹群，其中G. borealis為鉚釘菇屬演化支中的基群。2018年又有一則研究以ITS序列分析鉚釘菇科類群的親緣關係，結果亦顯示鉚釘菇屬為單系群，不過鉚釘菇屬是須腹菌屬、乳牛肝菌屬等類群的姊妹群，而三者共組的演化支為色釘菇屬的姊妹群。

## 生態
本屬物種可與雲杉屬、落葉松屬、黃杉屬與冷杉亞科等松科的樹木形成外菌根，並可能與寄主植物發生共演化。此共生關係傳統上被認為是互利共生，但有研究顯示本屬物種經常與其他種牛肝菌（如乳牛肝菌屬真菌）一起出現，可能是以寄生菌根周圍的牛肝菌獲取養分。

## 物種
以下列出鉚釘菇屬的部分物種：
- Gomphidius borealis – 西伯利亚
- Gomphidius flavipes
- 铆钉菇 Gomphidius glutinosus (Schaeff.) Fr.，黏铆钉菇
- Gomphidius griseovinaceus Kalamees, 1986
- Gomphidius largus – 北美
- 斑点铆钉菇 Gomphidius maculatus  (Scop.) Fr. – 北美
- Gomphidius mediterraneus
- Gomphidius nigricans
- Gomphidius oregonensis – 北美
- Gomphidius pseudoflavipes – 北美
- Gomphidius pseudomaculatus – 北美
- 红铆钉菇 Gomphidius roseus (Fr.) Fr.，粉红铆钉菇  – 欧洲
- Gomphidius smithii- 北美
- 亚红铆钉菇 Gomphidius subroseus Kauffman – 北美
- Gomphidius tyrrhenicus
- 粘质铆钉菇 Gomphidius viscidula

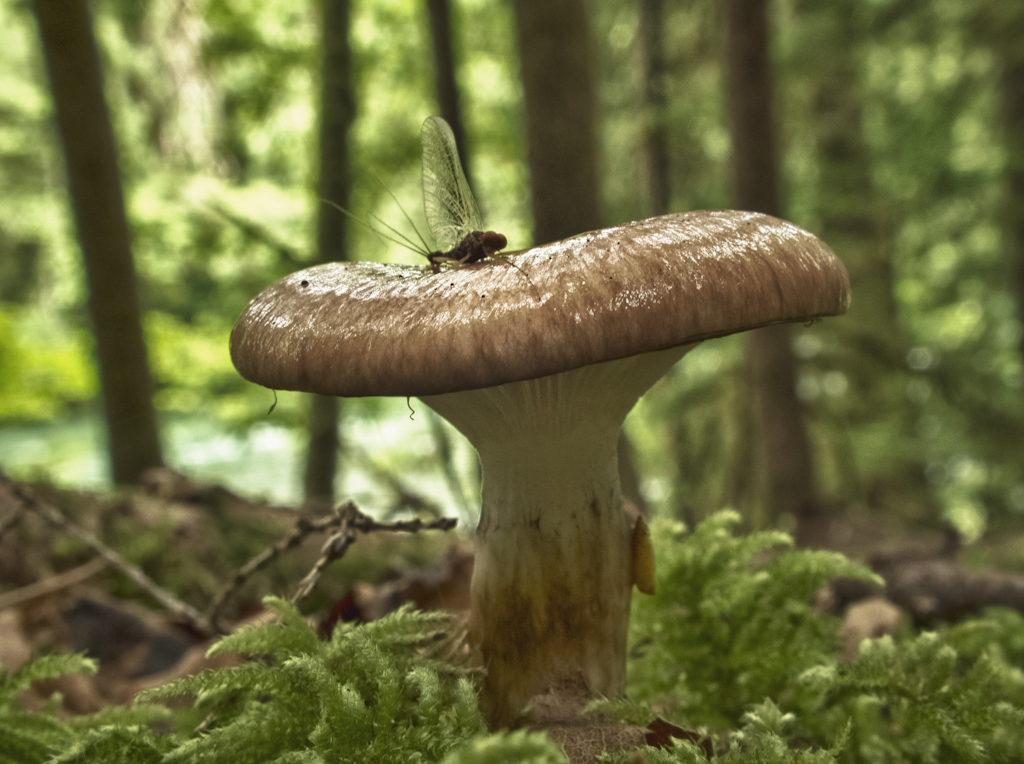
粘铆钉菇
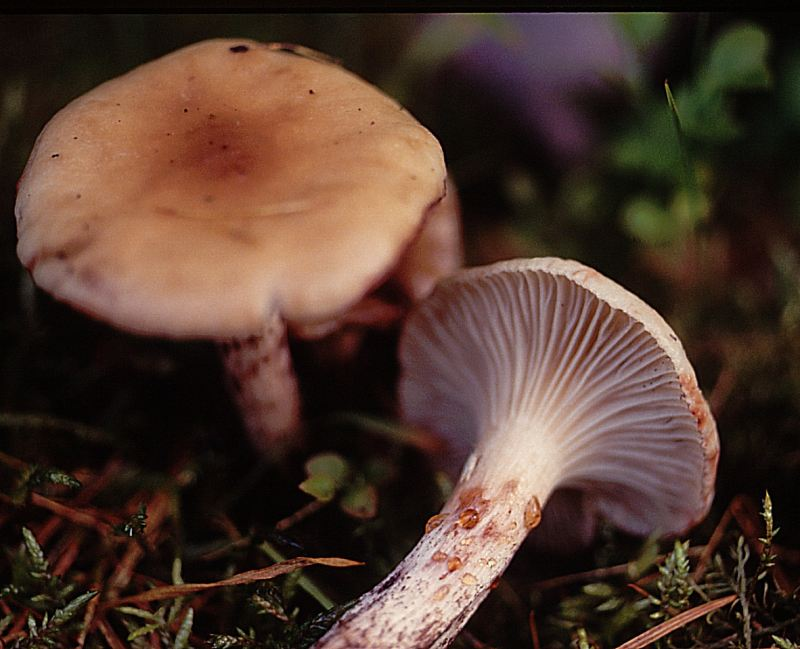
斑点铆钉菇
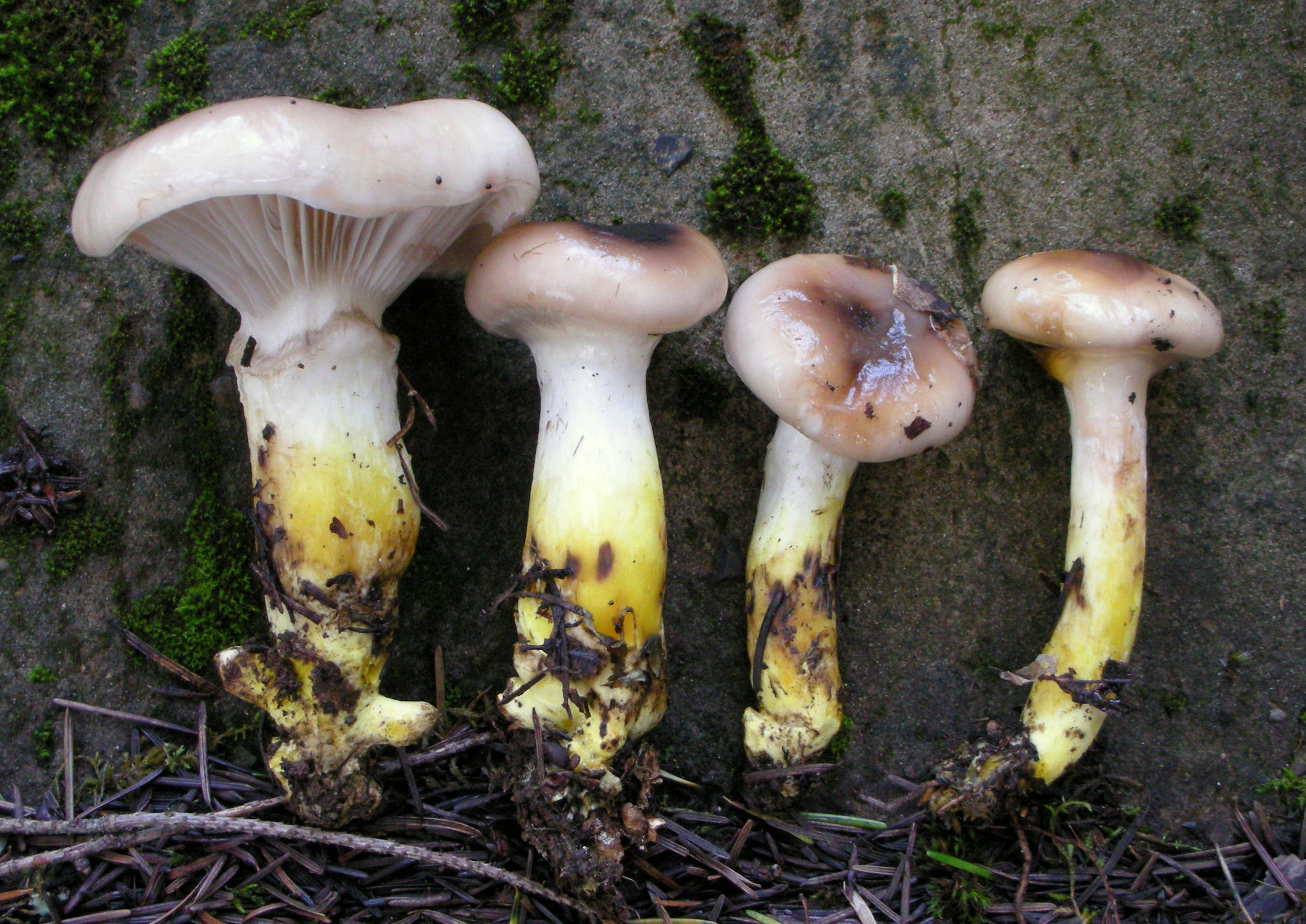
G. oregonensis
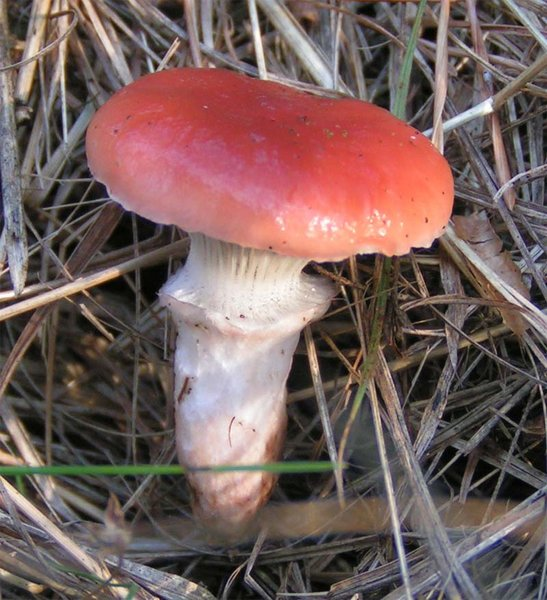
紅鉚釘菇
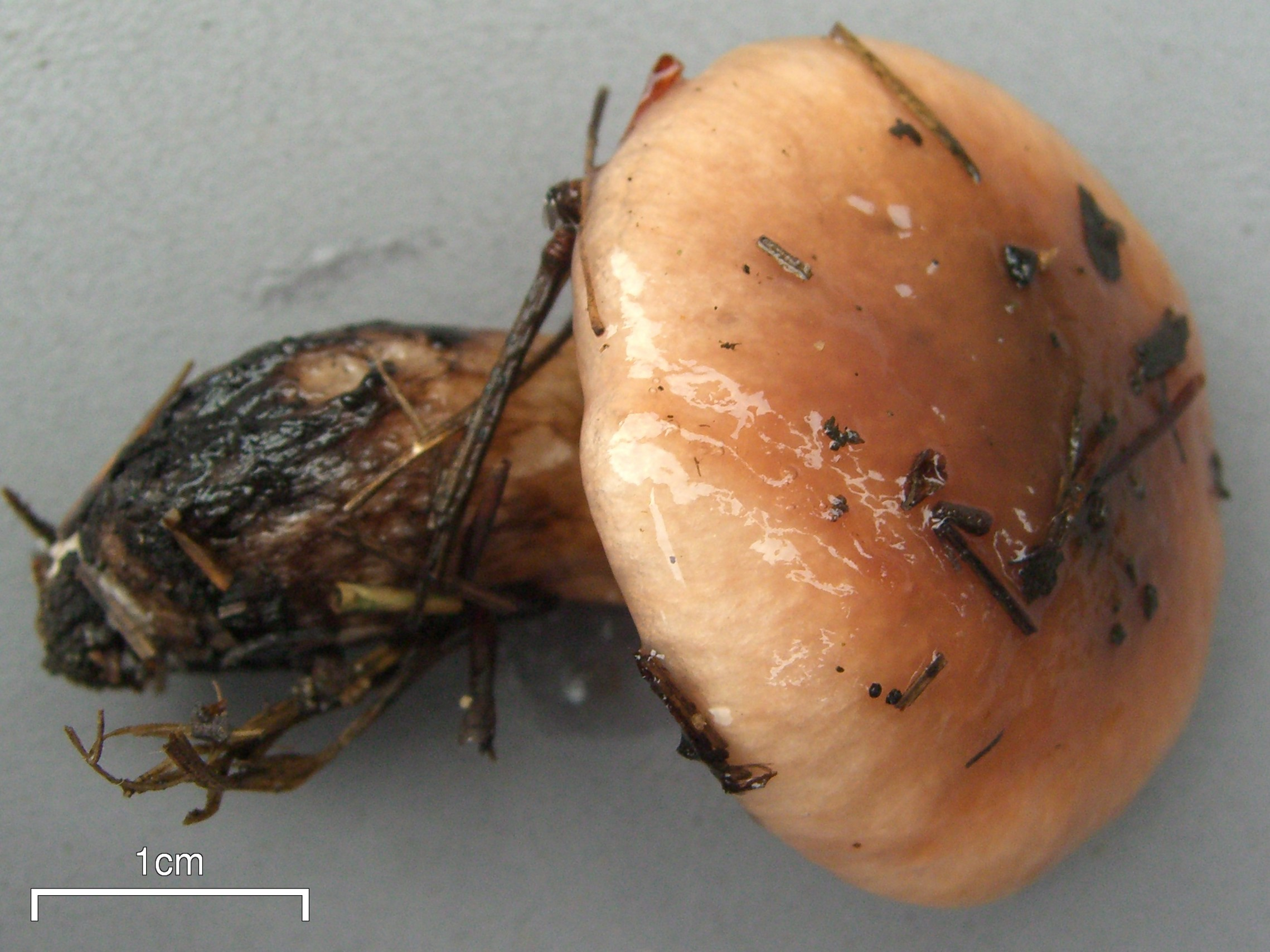
G. smithii
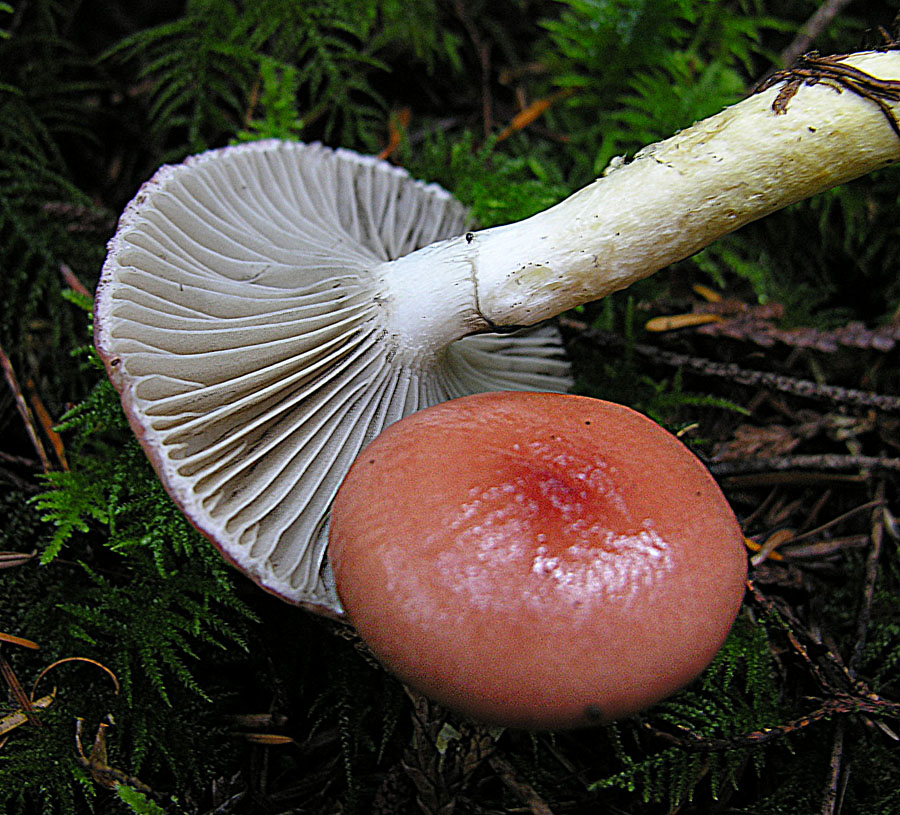
亚红铆钉菇